# Maniola coenonympha
Maniola coenonympha is een vlinder uit de onderfamilie Satyrinae en de familie Nymphalidae. De wetenschappelijke naam werd gepubliceerd in 1867 door Felder.